# Joop van Werkhoven
Johan Christiaan Dirk van Werkhoven (conocido como Joop van Werkhoven; Haarlem, 20 de mayo de 1950) es un deportista neerlandés que compitió en vela en la clase 470. Es hermano del también regatista Robert van Werkhoven.
Ganó una medalla de bronce en el Campeonato Mundial de 470 de 1973 y dos medallas en el Campeonato Europeo de 470, oro en 1972 y bronce en 1973.

## Palmarés internacional
| Campeonato Mundial | Campeonato Mundial             | Campeonato Mundial | Campeonato Mundial |
| Año                | Lugar                          | Medalla            | Clase              |
| ------------------ | ------------------------------ | ------------------ | ------------------ |
| 1973               | Kiel (RFA)                     | Medalla de bronce  | 470                |
| Campeonato Europeo |                                |                    |                    |
| Año                | Lugar                          | Medalla            | Clase              |
| 1972               | Medemblik (Países Bajos)       | Medalla de oro     | 470                |
| 1973               | Saint-Cast-le-Guildo (Francia) | Medalla de bronce  | 470                |